# Wiechutki
Wiechutki – wieś w Polsce, w województwie łódzkim w powiecie sieradzkim gminie Sieradz.
Do 2023 miejscowość była częścią wsi Wiechucice.
W latach 1975–1998 Wiechutki należały do województwa sieradzkiego.